# Cataenococcus ingrandi
Cataenococcus ingrandi är en insektsart som beskrevs av Alfred Serge Balachowsky 1959. Cataenococcus ingrandi ingår i släktet Cataenococcus och familjen ullsköldlöss. Inga underarter finns listade i Catalogue of Life.